# مطلق الأزيمع
الفريق أول الركن مطلق بن سالم بن مطلق الأزيمع مستشار في الديوان الملكي السعودي برتبة فريق أول ركن من 29 أغسطس 2024. وشغل العديد من المناصب منها: نائب رئيس هيئة الأركان العامة في السعودية، وفي 31 أغسطس 2020م كُلّف بالعمل قائًدا للقوات المشتركة، وعُيّن رسميًّا قائدًا للقوات المشتركة بأمرٍ ملكيٍّ في 15 أكتوبر 2021 مع ترقيته إلى رتبة فريق أول ركن. واستمر في هذا المنصب إلى أن أحيل إلى التقاعد في أغسطس 2024م.

## المؤهلات العلمية والعسكرية
- بكالوريوس علوم عسكرية تخصص مدرعات من كلية الملك عبد العزيز الحربية.
- ماجستير علوم عسكرية من كلية القيادة والأركان للقوات المسلحة.
- درجة زميل كلية الحرب العليا من أكاديمية ناصر العسكرية العليا.[5]

## الحياة العملية
بدأ مسيرته القيادية بقيادة فصيل دروع، ثم قائد فصيل تموين وصيانة، ثم تولى مهمة مساعد ركن الاستخبارات في اللواء الرابع بالقوات البرية الملكية السعودية خلال حرب تحرير دولة الكويت، ثم مساعداً لقائد اللواء، فقائد مجموعة اللواء.
تولى قيادة قوات درع الجزيرة التابع لدول مجلس التعاون الخليجي وقاد تدخله في البحرين عام 2011 أثناء احتجاجات البحرين، ثم تولى قيادة المنطقة الجنوبية، وأشرف على خطة درع الجنوب كما تولى إدارة العمليات العسكرية في عاصفة الحزم، وإعادة الأمل، ثم عين قائداً للمنطقة الشرقية، تولى خلالها إعداد الخطط والإشراف على التمارين العسكرية.
عُين مستشاراً عسكرياً في مكتب وزير الدفاع، لإبداء الرأي والمشورة للوزير في الجوانب الاستراتيجية والعسكرية والتخطيطية. بعد ذلك صدر الأمر الملكي في 10 جمادى الآخرة 1439هـ بترقيته إلى رتبة فريق ركن وتعيينه نائباً لرئيس هيئة الأركان العامة، ليتولى الإشراف على الخطط الدفاعية الشاملة ورفع الجاهزية القتالية وبناء القوات المسلحة.
صدر أمر ملكي في 12 محرم 1442 بتكليفه قائداً للقوات المشتركة. وفي 15 أكتوبر 2021، رُقّي إلى رتبة فريق أول ركن مع تعيينه رسميًّا قائدةً للقوات المشتركة بأمرٍ ملكي.
في يوم الخميس 25 صفر 1445 هـ الموافق 29 أغسطس 2024 صدر أمر ملكي بإحالة الفرق أول ركن مطلق الأزيمع إلى التقاعد، وعُين مستشاراً بالديوان الملكي برتبة فريق أول ركن.

## الوحدات التي عمل بها
- ضابط دروع.[7]
- قائد فصيل التموين والصيانة.[8]
- قائد فصيل مشاة.[9]
- قائد فصيل الحماية الجوية.[9]
- قائد فصيل المشاة.[9]
- قائد فصيل الصيانة.[9]
- مساعد قائد السرية.[9]
- قائد سرية.[9]
- مساعد قائد الكتيبة.[9]
- قائد الكتيبة.[9]
- ركن الإدارة.[9]
- مساعد ركن الاستخبارات في اللواء الرابع بالقوات البرية الملكية السعودية خلال حرب تحرير دولة الكويت.[7]
- مساعد قائد اللواء.[9]
- قائد مجموعة اللواء.[7]
- قائد قوات درع الجزيرة في قيادة قوات درع الجزيرة.[7]
- قائد المنطقة الجنوبية، ثم قائد المنطقة الشرقية.[10][11]
- نائب رئيس هيئة الأركان العامة.[12]

## الأوسمة والميداليات والأنواط
- ميدالية التقدير العسكري من الدرجة الأولى.
- نوط الخدمة العسكرية للمرة الأولى.
- نوط الخدمة العسكرية للمرة الثانية.
- نوط الخدمة العسكرية للمرة الثالثة.
- نوط الخدمة العسكرية للمرة الرابعة.
- نوط المعركة.
- ميدالية تحرير الكويت.
- وسام تحرير الكويت.
- نوط المعلم.
- نوط الإنقاذ.
- نوط درع الجزيرة.
- نوط الإدارة العسكرية.
- نوط القيادة.
- نوط الأمن.
- نوط الإتقان.
- وسام البحرين من الدرجة الأولى.
- نوط التمرين للمرة الأولى.
- نوط التمرين للمرة الثانية.